# Aichelberg
Aichelberg è un comune tedesco di 1 231 abitanti, situato nel land del Baden-Württemberg.